# Râul Hetin
Râul Hetin este un afluent al râului Beregsău. 

## Hărți
- Harta județului Timiș